# Saison 3 de FBI : Duo très spécial
Chronologie
Saison 2 Saison 4
Cet article présente les seize épisodes de la troisième saison de la série télévisée américaine FBI : Duo très spécial / FBI : Flic et Escroc (White Collar).

## Synopsis
Neal Caffrey est un prisonnier arrêté après trois années de recherche. Alors qu'il ne lui reste que trois mois à faire, afin que sa sentence de quatre ans soit complète, il s'échappe d'une prison fédérale dont le niveau de sécurité est maximal pour retrouver sa fiancée. Peter Burke, l'agent du FBI qui a capturé Caffrey, le retrouve. Cette fois, Caffrey donne à Burke des informations sur des preuves d'une autre affaire ; toutefois, cette information a un prix : Burke doit rencontrer Caffrey. Durant cette rencontre, Caffrey lui propose un marché : il aide Burke à capturer d'autres criminels comme travail d'intérêt général et sera relâché à la fin de celui-ci. Burke approuve, après quelques hésitations. Un jour après avoir été relâché, Caffrey vit déjà dans une des maisons les plus chères de Manhattan, après avoir convaincu une veuve âgée de le laisser habiter dans sa chambre d'amis. Après avoir réussi sa première mission, Caffrey a prouvé à Burke qu'il va effectivement l'aider et qu'il n'essayera plus de s'enfuir. Toutefois, au même moment, Caffrey recherche toujours sa fiancée, qu'il pense être en danger.

## Distribution

### Acteurs principaux
- Matthew Bomer (VF : Jérémy Bardeau) : Neal Caffrey, spécialiste de l'arnaque et faussaire très intelligent
- Tim DeKay (VF : Pierre Tessier) : agent spécial Peter Burke
- Tiffani-Amber Thiessen (VF : Virginie Méry) : Elizabeth Burke, femme de Peter
- Willie Garson (VF : Georges Caudron) : Mozzie, ami et indic de Neal
- Marsha Thomason (VF : Laura Zichy) : agent spécial Diana Barrigan
- Sharif Atkins (VF : Raphaël Cohen) : agent spécial Clinton Jones
- Hilarie Burton (VF : Laura Préjean) : Sara Ellis[2]

### Acteurs récurrents
- Diahann Caroll (VF : Jocelyne Darche) : June (5 épisodes)
- Denise Vasi (VF : Cécile Marmorat) : Cindy, la petite-fille de June (épisode 1)
- Ross McCall (VF : Boris Rehlinger) : Matthew Keller (épisodes 9 à 11)

### Invités
- Neil Jackson (VF : Stéphane Fourreau) : David Lawrence (épisode 1)
- Christopher Kennedy Masterson (VF : Cédric Dumond) : Josh Roland (épisode 2)
- Danny Masterson (VF : Pascal Grull) : James Roland (épisode 2)
- William Sadler (VF : Hervé Jolly) : Brett Gelles (épisode 2)
- Anna Chlumsky : agent Melissa (épisodes 2 et 10)
- Jayne Atkinson (VF : Évelyne Séléna) : Helen Anderson (épisode 3)
- Moran Atias (VF : Marie Zidi) : Christie[3] (épisode 3)
- Robert John Burke (VF : Guillaume Orsat) : Patrick O'Leary, patron de la mafia irlandaise (épisode 4)
- Ernie Hudson (VF : Daniel Beretta) : M. Jeffries (épisode 4)
- Jayce Bartok (VF : Gaël Zaks) : Devlin (épisode 4)
- Mädchen Amick (VF : Anne Rondeleux) : Selena Ellis (épisode 5)
- Dana Ashbrook (VF : Constantin Pappas) : Thomas Carlisle (épisode 6)
- Hutch Dano : Scott Free (épisode 6)
- Lena Headey (VF : Rafaèle Moutier) : Sally (épisode 7)
- Brady Smith (en) (VF : Emmanuel Gradi) : Henry Van Horn, ex-commandant de la NAVY (épisode 8)
- Eliza Dushku (VF : Barbara Delsol) : Raquel Laroque, Égyptologue et receleuse (épisode 9)
- Beau Bridges (VF : José Luccioni) : l'agent Kramer, mentor de Peter (épisodes 10, 14 et 16)
- Dylan Baker (VF : Jean-François Vlérick) : Andy Woods, un financier lié au cartel de la drogue suspecté d'avoir entraîné sa fille (épisode 12)
- Elizabeth Gillies : Chloé Woods, la fille du financier (épisode 12)
- Graham Phillips (VF : Maxime Baudoin) : Evan Leary (épisode 12)
- Joe Manganiello (VF : Arnaud Arbessier) : Ben Ryan (épisode 13)
- Lola Glaudini (VF : Julie Dumas) : Rebecca Ryan (épisode 13)
- Bailey Chase (VF : Denis Laustriat) : Bryan McKenzie (épisode 14)
- Tom Skerritt (VF : Bernard Tiphaine) : Alan Mitchell (épisode 14)
- Hal Ozsan (VF : Adrien Antoine) : Gordon Taylor (épisode 15)
- Cliff Bemis (VF : Patrick Borg) : Jeffrey (épisode 15)
- Patricia Kalember (VF : Blanche Ravalec) : Holloman (épisode 16)

## Liste des épisodes

### Épisode 1:Lolana
- États-Unis : 7 juin 2011 sur USA Network[4]
- France : 
  - 4 avril 2012 sur Série Club[5],[6]
  - 1er septembre 2012 sur M6[7]
- Québec : 28 août 2012 sur Séries+[8]
- Suisse : sur RTS Un
- Belgique : sur Be Séries

- États-Unis : 3,9 millions de téléspectateurs[9] (première diffusion)
- France : 2,44 millions de téléspectateurs[10] (première diffusion sur M6)

- Neil Jackson (David Lawrence)
- Denise Vasi (Cindy)
- Kevin Kane (Faux Neal)

### Épisode 2:Les Testaments
- États-Unis : 14 juin 2011 sur USA Network
- France : 
  - 4 avril 2012 sur Série Club[6]
  - 1er septembre 2012 sur M6[7]
- Québec : 4 septembre 2012 sur Séries+

- États-Unis : 3,71 millions de téléspectateurs[11] (première diffusion)
- France : 2,53 millions de téléspectateurs[10] (première diffusion sur M6)

### Épisode 3:Protection rapprochée
- États-Unis : 21 juin 2011 sur USA Network
- France : 
  - 4 avril 2012 sur Série Club[6]
  - 8 septembre 2012 sur M6[7]
- Québec : 11 septembre 2012 sur Séries+

- États-Unis : 3,67 millions de téléspectateurs[12] (première diffusion)
- France : 2,64 millions de téléspectateurs[13] (première diffusion sur M6)

- Jayne Atkinson (Helen Anderson)
- Moran Atias (Christie)
- Karl Bury (Carter)
- Steve Park (Paul Sullivan)

### Épisode 4:Le Dentiste de Détroit
- États-Unis : 28 juin 2011 sur USA Network
- France : 
  - 11 avril 2012 sur Série Club[6]
  - 15 septembre 2012 sur M6[7]
- Québec : 18 septembre 2012 sur Séries+

- États-Unis : 3,72 millions de téléspectateurs[14] (première diffusion)
- France : 2,35 millions de téléspectateurs[15] (première diffusion sur M6)

- Robert John Burke (Patrick O'Leary, parrain de la mafia irlandaise)
- Jayce Bartok (Devlin)
- Ernie Hudson (Mr. Jeffries)
- Al Sapienza (Frank Deluca)

### Épisode 5:La Veuve noire
- États-Unis : 5 juillet 2011 sur USA Network
- France : 
  - 11 avril 2012 sur Série Club[6]
  - 15 septembre 2012 sur M6[7]
- Québec : 25 septembre 2012 sur Séries+

- États-Unis : 4,19 millions de téléspectateurs[16] (première diffusion)
- France : 2,24 millions de téléspectateurs[15] (première diffusion sur M6)

- Mädchen Amick (Selena Thomas)
- Jonathan Silverman (Gerald Jameson)

### Épisode 6:Robin des bacs à sable
- États-Unis : 12 juillet 2011 sur USA Network
- France : 
  - 18 avril 2012 sur Série Club[6]
  - 22 septembre 2012 sur M6[7]
- Québec : 2 octobre 2012 sur Séries+

- États-Unis : 3,84 millions de téléspectateurs[17] (première diffusion)
- France : 2,4 millions de téléspectateurs[18] (première diffusion sur M6)

- Dana Ashbrook (Carlisle)
- Hutch Dano (Scott Free)

### Épisode 7:Le Vautour
- États-Unis : 19 juillet 2011 sur USA Network
- France : 
  - 18 avril 2012 sur Série Club[6]
  - 22 septembre 2012 sur M6[7]
- Québec : 9 octobre 2012 sur Séries+

- États-Unis : 4,18 millions de téléspectateurs[19] (première diffusion)
- France : 2,4 millions de téléspectateurs[18] (première diffusion sur M6)

- Lena Headey (Sally)
- Kahan James (Brauer)

### Épisode 8:Bataille navale
- États-Unis : 26 juillet 2011 sur USA Network
- France : 
  - 18 avril 2012 sur Série Club[6]
  - 29 septembre 2012 sur M6[7]
- Québec : 16 octobre 2012 sur Séries+

- États-Unis : 3,89 millions de téléspectateurs[20] (première diffusion)
- France : 2,54 millions de téléspectateurs[21] (première diffusion sur M6)

- Rochelle Aytes (Isabelle Wilson)
- Brady Smith (Henry Van Horn)
- Jayson Ward Williams (Jimmy Wilson)

### Épisode 9:L'Amulette du Pharaon perdu
- États-Unis : 2 août 2011 sur USA Network
- France : 
  - 25 avril 2012 sur Série Club[6]
  - 29 septembre 2012 sur M6[7]
- Québec : 23 octobre 2012 sur Séries+

- États-Unis : 3,71 millions de téléspectateurs[22] (première diffusion)
- France : 2,42 millions de téléspectateurs[21] (première diffusion sur M6)

- Eliza Dushku (Raquel Laroque, égyptologue)

### Épisode 10:L'Entrée des masques
- États-Unis : 9 août 2011 sur USA Network
- France : 
  - 25 avril 2012 sur Série Club[6]
  - 6 octobre 2012 sur M6[7]
- Québec : 30 octobre 2012 sur Séries+

- États-Unis : 4,3 millions de téléspectateurs[23] (première diffusion)
- France : 2,19 millions de téléspectateurs[24] (première diffusion sur M6)

- Beau Bridges (agent Kramer, le mentor de Peter)
- Anna Chlumsky (Agent Melissa Matthews)

- Cet épisode marque la fin de diffusion de la première partie de la saison aux États-Unis.

### Épisode 11:Le Combat final
- États-Unis : 17 janvier 2012 sur USA Network[25]
- France : 
  - 2 mai 2012 sur Série Club[6]
  - 6 octobre 2012 sur M6[7]
- Québec : 6 novembre 2012 sur Séries+

- États-Unis : 3,23 millions de téléspectateurs[26] (première diffusion)
- France : 2,2 millions de téléspectateurs[24] (première diffusion sur M6)

### Épisode 12:À l'école des voleurs
- États-Unis : 24 janvier 2012 sur USA Network
- France : 
  - 2 mai 2012 sur Série Club[6]
  - 13 octobre 2012 sur M6[7]
- Québec : 13 novembre 2012 sur Séries+

- États-Unis : 3,47 millions de téléspectateurs[27] (première diffusion)
- France : 2,64 millions de téléspectateurs[28] (première diffusion sur M6)

- Sharif Atkins (Clinton Jones)
- Dylan Baker (Andy Woods)
- Elizabeth Gillies (Chloe)
- Graham Phillips (Evan Leary)
- Rosalyn Coleman (conseillère)

### Épisode 13:Parano Street
- États-Unis : 31 janvier 2012 sur USA Network
- France : 
  - 9 mai 2012 sur Série Club[6]
  - 13 octobre 2012 sur M6[7]
- Québec : 20 novembre 2012 sur Séries+

- États-Unis : 3,04 millions de téléspectateurs[29] (première diffusion)
- France : 2,5 millions de téléspectateurs[28] (première diffusion sur M6)

- Lola Glaudini (Rebecca Ryan)
- Joe Manganiello (Ben Ryan)

### Épisode 14:Le Stradivarius
- États-Unis : 7 février 2012 sur USA Network
- France : 
  - 9 mai 2012 sur Série Club[6]
  - 20 octobre 2012 sur M6[7]
- Québec : 27 novembre 2012 sur Séries+

- États-Unis : 2,47 millions de téléspectateurs[30] (première diffusion)
- France : 2,59 millions de téléspectateurs[31] (première diffusion sur M6)

- Beau Bridges (Agent Kramer)
- Bailey Chase (Bryan McKenzie)
- Debra Monk (Mrs. Mitchell)
- Tom Skerritt (Alan Mitchell)
- Diahann Carroll (June)
- Lucy Walters (Annie Chaite)

### Épisode 15:LeYankee Stadium
- États-Unis : 21 février 2012 sur USA Network
- France : 
  - 9 mai 2012 sur Série Club[6]
  - 20 octobre 2012 sur M6[7]
- Québec : 4 décembre 2012 sur Séries+

- États-Unis : 2,31 millions de téléspectateurs[32] (première diffusion)
- France : 2,35 millions de téléspectateurs[31] (première diffusion sur M6)

- Hal Ozsan (Gordon Taylor)
- Ward Horton (Robert Withrow)
- Cliff Bemis (Jeffrey)

### Épisode 16:Liberté chérie
- États-Unis : 28 février 2012 sur USA Network
- France : 
  - 16 mai 2012 sur Série Club[6]
  - 20 octobre 2012 sur M6[7]
- Québec : 11 décembre 2012 sur Séries+

- États-Unis : 2,55 millions de téléspectateurs[33] (première diffusion)
- France : 2,24 millions de téléspectateurs[31] (première diffusion sur M6)

- Patricia Kalember (Ms. Holloman)
- Judith Ivey (Ellen Parker)
- Tom Mason (Winston Bosch)
- Beau Bridges (Agent Kramer)